# José Luis Montero de Burgos
José Luis Montero de Burgos (Málaga, 7 de septiembre de 1924 - Madrid, 7 de septiembre de 1998) fue un investigador, Doctor Ingeniero de Montes, que prestó 40 años de servicio en la Administración Pública, principalmente en el ICONA, y, como docente, en las universidades Autónoma y Complutense de Madrid. Además de innovar en el campo de su especialidad, ejerció como profesor de humanidades y estudió en profundidad el problema social en lo que respecta a la relación capital/trabajo, enfocándolo desde una perspectiva científica. Su búsqueda e investigación en este campo le llevó a crear un nuevo modelo empresarial, al que llamó "empresa integrada" o "empresa humanista". Asimismo impartió numerosas conferencias y seminarios sobre el problema de la empresa actual, tanto en universidades españolas como extranjeras.

## Reseña biográfica
Cursó sus estudios universitarios en Madrid, en la Escuela Técnica Superior de Ingenieros de Montes, donde se doctoró. En 1952 fue nombrado jefe de la Brigada de Orense del antiguo Patrimonio Forestal del Estado (P.F.E), permaneciendo en ese puesto durante 14 años.
En 1956 registró su primera patente. Dos años más tarde recibió la Mención de Honor del Premio Nacional de Investigaciones Agrarias y en 1961 y 1962, las encomiendas de la Orden del Mérito Agrícola.
Posteriormente fue Jefe de la Sección de Pastizales y Viveros de los Servicios Centrales del P.F.E. (1965) y Jefe de la Sección de Repoblaciones del P.F.E. (1967), cargo en el que continúa una vez creado el ICONA hasta 1986.
Conmocionado por las revueltas juveniles de mayo de 68 comienza a estudiar el problema social en lo que respecta a la relación capital/trabajo, centrándose particularmente en la concepción de la empresa actual, a la que atribuye múltiples deficiencias de partida y poniendo en duda los temas del riesgo, la propiedad, el reparto de beneficios, la democracia interna en la empresa, etc.
En 1974 publica su primer libro de "diagramas bioclimáticos", después de recoger, durante años, datos de todas las estaciones meteorológicas españolas. La idea básica de los índices bioclimáticos ofrecidos en estos diagramas es relacionar el clima con la actividad vegetativa, es decir, tratan de hallar la capacidad de un clima para producir "biomasa vegetal" cuantificando, de este modo, la influencia del clima en la masa forestal y viceversa.
También en 1974 empieza a desarrollar su actividad docente dirigiendo, durante dos cursos, el Seminario “El problema del Capital y el Trabajo” en el Departamento Interfacultativo de Humanidades Contemporáneas de la Universidad Autónoma de Madrid. Poco después, en 1977, dirige un Seminario de 5 sesiones sobre “La Empresa Integrada” en la Escuela Técnica Superior de Ingenieros de Montes. En 1989 ejerce como profesor del Instituto Universitario de Recursos Humanos de la Universidad Complutense de Madrid.
Fue nombrado Consejero Técnico de la Dirección de ICONA en el año 1986, puesto que ostentó hasta su jubilación en 1989.
A partir de los años 90 empieza a dar conferencias y seminarios centrados en el problema social. Entre ellos cabe destacar: "Nueva Frontera Empresarial" en el Moscow International Symposium (8, 9 y 10 de octubre de 1993), "Bases de una Economía Humanista" en la Universidad del Claustro de Sor Juana de Méjico, D.F. (7 y 8 de enero de 1994) y "El Humanismo en la Economía", en la Universidad Nacional de Educación a Distancia (UNED) en Madrid (8, 9 y 10 de julio de 1997).
En 1999 el Colegio y la Asociación de Ingenieros de Montes, con juntamente con el grupo TRAGSA, convocan por primera vez el Premio Periodístico "Montero de Burgos".

## Premios y reconocimientos
- Mención de Honor del Premio Nacional de Investigaciones Agrarias (1958)
- Encomiendas de la Orden del Mérito Agrícola (1961,1962)